# 伊万·沙波尼奇
伊萬·沙波尼奇（1997年8月2日—）是一位塞爾維亞足球運動員。在場上的位置是前鋒。現效力於斯洛伐克足球超级联赛球會施洛雲。他也代表塞爾維亞各級國青隊參賽。